# Тако Чарквіані
Тако Чарквіані (нар. 22 жовтня 1962, Тбілісі) — грузинський політик. З 2020 року є депутатом парламенту Грузії за партійним списком від блоку «Георгій Вашадзе – Стратегія Агмашенебелі».
Вона є головою "Право і справедливість"
Її батьком був грузинський поет Джансуг Чарквіані.